# 9º Corpo di riserva strategica
Il 9º Corpo di riserva strategica, ufficialmente 9º Corpo d'armata (in ucraino 9-й армійський корпус?, 9-j armijs'kyj korpus, unità militare A4655), è un corpo d'armata delle Forze terrestri ucraine con base a Luc'k.

## Storia
Il corpo è stato costituito per ordine del Ministero della difesa ucraino il 19 novembre 2022, in previsione del potenziamento dell'esercito del paese nel corso del 2023 grazie agli aiuti militari ricevuti dai partner della NATO, insieme al 10º Corpo operativo. Attualmente è composto da 6 brigate di fanteria e una di artiglieria, quattro battaglioni di supporto e una compagnia da ricognizione. L'esistenza dell'unità è stata ufficialmente rivelata al pubblico il 2 novembre 2023.
Unità appartenenti al corpo, in particolare la 47ª Brigata meccanizzata, hanno costituito parte della prima ondata della controffensiva estiva del 2023.
Nel luglio 2025, in seguito alla riforma delle Forze armate ucraine che ha portato alla costituzione di numerosi corpi d'armata, la composizione del 9º Corpo ha subito diversi cambiamenti, perdendo la 3ª Brigata d'assalto, la 58ª e la 67ª Brigata meccanizzata ma guadagnando la 5ª Brigata meccanizzata pesante, la 32ª e la 153ª Brigata meccanizzata, la 68ª Brigata cacciatori e la 55ª Brigata artiglieria.
Alla fine di luglio 2025, in seguito alla riforma delle Forze armate ucraine che ha portato alla costituzione di numerosi corpi d'armata in sostituzione dei gruppi tattici e operativi, il 9º Corpo ha assunto la responsabilità del fronte di Pokrovs'k al posto del Gruppo operativo-tattico "Donec'k", che è stato quindi sciolto. Il corpo è stato rinforzato nella gestione del settore, uno dei più impegnativi dell'intero fronte ucraino, dalle unità d'élite del 7º Corpo d'assalto aereo.

## Struttura
- Comando di corpo d'armata[9]
- 5ª Brigata meccanizzata pesante (unità militare A4594)
- 32ª Brigata meccanizzata "Acciaio" (unità militare A4784)
- 47ª Brigata meccanizzata "Magura" (unità militare A4699)
- 47ª Brigata artiglieria (unità militare A7113)
- 55ª Brigata artiglieria "Sič di Zaporižžja" (unità militare A1978)
- 68ª Brigata cacciatori "Oleksa Dovbuš" (unità militare A4056)
- 100ª Brigata meccanizzata (unità militare A7028)
- 142ª Brigata meccanizzata (unità militare A4820)
- 153ª Brigata meccanizzata (unità militare A4955)
- 81º Battaglione comunicazioni (unità militare A4779)[10]
- 92º Battaglione genio (unità militare A4934)[11]
- 150º Battaglione ricognizione (unità militare A4682)[12]
- 182º Battaglione addestramento
- 228º Battaglione logistico[13]
- 474º Battaglione sicurezza e servizio (unità militare A7022)[14]
- 508º Battaglione manutenzione[15]

## Comandanti
- Brigadier generale Oleksandr Lucenko (20?? - ottobre 2024)[16]
- Maggior generale Viktor Nikoljuk (ottobre 2024 - in carica)[7]